# Груповий етап Кубка УЄФА 2008—2009
Груповий етап Кубка УЄФА 2008—2009 — це другий етап цього змагання. Жеребкування проходило 7 жовтня 2008 року в штаб-квартирі УЄФА в Ньйоні (Швейцарія). Гуповий етап розпочався 23 жовтня і закінчився матчами 18 грудня 2008. Три перші команди з кожної групи пройшли  до наступного кола змагань: 1/16 фіналу. Також в 1/16 фіналу брали участь 8 команд, що зайняли треті місця в груповому етапі Ліги чемпіонів.

## Жеребкування
Отримали право брати участь в груповому етапі такі команди:
| Команда           | Коеф.   | Команда        | Коеф.   | Команда        | Коеф.   |
| Кошик 1           | Кошик 1 | Кошик 2        | Кошик 2 | Кошик 3        | Кошик 3 |
| ----------------- | ------- | -------------- | ------- | -------------- | ------- |
| Мілан             | 119.934 | Штутгарт       | 52.078  | Русенборг      | 35.400  |
| Севілья           | 102.837 | Аякс           | 51.610  | Удінезе        | 34.934  |
| Валенсія          | 83.837  | Олімпіакос     | 51.525  | Феєнорд        | 33.610  |
| Бенфіка           | 77.176  | Депортіво      | 46.837  | Брага          | 33.176  |
| Шальке            | 67.078  | Брюгге         | 41.810  | Славія Прага   | 31.496  |
| ЦСКА Москва       | 59.437  | Спартак Москва | 40.437  | Манчестер Сіті | 30.996  |
| Тоттенгем Готспур | 55.996  | ПСЖ            | 37.380  | Галатасарай    | 30.469  |
| Гамбург           | 52.078  | Геренвен       | 35.610  | Сампдорія      | 28.934  |
| Кошик 4           | Кошик 4 | Кошик 5        | Кошик 5 |                |         |
| Герта             | 27.078  | Сент-Етьєн     | 17.380  |                |         |
| Партизан Белград  | 25.527  | Вольфсбург     | 16.078  |                |         |
| Нансі             | 25.380  | Стандард       | 14.810  |                |         |
| Портсмут          | 24.996  | Твенте         | 14.610  |                |         |
| Астон Вілла       | 24.996  | НЕК Неймеген   | 12.610  |                |         |
| Расінг Сантандер  | 24.837  | Металіст       | 10.932  |                |         |
| ФК Копенгаген     | 23.748  | Лех            | 6.973   |                |         |
| Динамо Загреб     | 17.836  | Жиліна         | 4.070   |                |         |

Команди в першому кошику для жеребкування займали місця з 2 по 39; в другому — з 40 по 71; в третьому — з 72 по 88; в четвертому — з 91 по 121, а також команди без рейтингу з Англії та Іспанії. В п'ятий кошик потрапили команди, що залишились.

## Критерії виходу при однаковій кількості очок
На основі абзацу 6.06 правил УЄФА поточного сезону, якщо дві або більше команд здобудуть рівну кількість очок в змаганнях на груповій стадії, для визначення тих, хто просувається далі, будуть застосовані такі критерії :
1. краща різниця забитих та пропущених голів;
2. більша кількість забитих голів;
3. більша кількість голів забитих у виїзних матчах;
4. більша кількість перемог;
5. більша кількість перемог на виїзді;
6. higher number of coefficient points accumulated by the club in question, as well as its association, over the previous five seasons.

## Групи

### Група A
| М  | Команда          | І | В | Н | П | МЗ | МП | РМ | О |
| -- | ---------------- | - | - | - | - | -- | -- | -- | - |
| 1. | Манчестер Сіті   | 4 | 2 | 1 | 1 | 6  | 5  | +1 | 7 |
| 2. | Твенте           | 4 | 2 | 0 | 2 | 5  | 8  | −3 | 6 |
| 3. | ПСЖ              | 4 | 1 | 2 | 1 | 7  | 5  | +2 | 5 |
| 4. | Расінг Сантандер | 4 | 1 | 2 | 1 | 6  | 5  | +1 | 5 |
| 5. | Шальке           | 4 | 1 | 1 | 2 | 5  | 6  | −1 | 4 |

| 23 жовтня 2008 18:15 UTC+2 |

| Шальке                                    | 3 : 1    | ПСЖ          |
| ----------------------------------------- | -------- | ------------ |
| Мабіала 12' (аг) Кураньї 39' Алтинтоп 70' | Протокол | Шантом 90+2' |

| Фелтінс-Арена, Гельзенкірхен Глядачів: 48,919 Арбітр: Джанлука Роккі (Італія) |

| 23 жовтня 2008 20:00 UTC+2 |

| Твенте       | 1 : 0    | Расінг Сантандер |
| ------------ | -------- | ---------------- |
| Деннебуум 7' | Протокол |                  |

| Гролс Весте, Енсхеде Глядачів: 21,000 Арбітр: Алан Келлі (Ірландія) |

| 6 листопада 2008 20:45 UTC+1 |

| Расінг Сантандер | 1 : 1    | Шальке      |
| ---------------- | -------- | ----------- |
| Чіте 57'         | Протокол | Енгелар 61' |

| Ель Сардінеро, Сантандер Глядачів: 15,505 Арбітр: Стефан Юганнесон (Швеція) |

| 6 листопада 2008 19:45 UTC+0 |

| Манчестер Сіті                            | 3 : 2    | Твенте              |
| ----------------------------------------- | -------- | ------------------- |
| Райт-Філліпс 2' Робінью 57' Мварумарі 62' | Протокол | Елія 17' Віларт 65' |

| Сіті оф Манчестер, Манчестер Глядачів: 21,247 Арбітр: Микола Іванов (Росія) |

| 27 листопада 2008 19:00 UTC+1 |

| Шальке | 0 : 2    | Манчестер Сіті            |
| ------ | -------- | ------------------------- |
|        | Протокол | Мварумарі 32' Айрленд 66' |

| Фелтінс-Арена, Гельзенкірхен Глядачів: 54,142 Арбітр: Александру Тудор (Румунія) |

| 27 листопада 2008 20:45 UTC+1 |

| ПСЖ                    | 2 : 2    | Расінг Сантандер           |
| ---------------------- | -------- | -------------------------- |
| Кежман 5' Люїндюла 32' | Протокол | Траоре 40' (аг) Кольса 55' |

| Парк де Пренс, Париж Глядачів: 25,000 Арбітр: Павел Краловець (Чехія) |

| 3 грудня 2008 19:45 UTC+0 |

| Манчестер Сіті | 0 : 0    | ПСЖ |
| -------------- | -------- | --- |
|                | Протокол |     |

| Сіті оф Манчестер, Манчестер Глядачів: 25,626 Арбітр: Бруно Мігуель Дуарте Пайхао (Португалія) |

| 3 грудня 2008 20:45 UTC+1 |

| Твенте              | 2 : 1    | Шальке     |
| ------------------- | -------- | ---------- |
| Віларт 3' Перес 55' | Протокол | Асамоа 77' |

| Гролс Весте, Енсхеде Глядачів: 24,000 Арбітр: Джюнейт Чакир (Туреччина) |

| 18 грудня 2008 20:45 UTC+1 |

| ПСЖ                                       | 4 : 0    | Твенте |
| ----------------------------------------- | -------- | ------ |
| Люїндюла 8' 86' Сессеньйон 23' Кежман 84' | Протокол |        |

| Парк де Пренс, Париж Глядачів: 30,000 |

| 18 грудня 2008 20:45 UTC+1 |

| Расінг Сантандер                   | 3 : 1    | Манчестер Сіті |
| ---------------------------------- | -------- | -------------- |
| Перейра 20' Серрано 30' Валера 54' | Протокол | Кайседо 90+2'  |

| Ель Сардінеро, Сантандер Глядачів: 18,360 Арбітр: Серж Гуменни (Бельгія) |

### Група B
| М  | Команда     | І | В | Н | П | МЗ | МП | РМ | О  |
| -- | ----------- | - | - | - | - | -- | -- | -- | -- |
| 1. | Металіст    | 4 | 3 | 1 | 0 | 3  | 0  | +3 | 10 |
| 2. | Галатасарай | 4 | 3 | 0 | 1 | 4  | 1  | +3 | 9  |
| 3. | Олімпіакос  | 4 | 2 | 0 | 2 | 9  | 3  | +6 | 6  |
| 4. | Герта       | 4 | 0 | 2 | 2 | 1  | 6  | −5 | 2  |
| 5. | Бенфіка     | 4 | 0 | 1 | 3 | 2  | 9  | −7 | 1  |

| 23 жовтня 2008 20:30 UTC+2 |

| Герта        | 1 : 1    | Бенфіка      |
| ------------ | -------- | ------------ |
| Пантелич 74' | Протокол | Ді Марія 51' |

| Олімпіаштадіон, Берлін Глядачів: 26,144 Арбітр: Паул Аллаерт (Бельгія) |

| 23 жовтня 2008 21:15 UTC+3 |

| Галатасарай | 1 : 0    | Олімпіакос |
| ----------- | -------- | ---------- |
| К'юелл 25'  | Протокол |            |

| Алі Самі Єн, Стамбул Глядачів: 23,500 Арбітр: Едуардо Ітурральде Гонсалес (Іспанія) |

| 6 листопада 2008 19:00 UTC+2 |

| Металіст | 0 : 0    | Герта |
| -------- | -------- | ----- |
|          | Протокол |       |

| Металіст, Харків Глядачів: 35,000 Арбітр: Бйорн Кейперс (Нідерланди) |

| 6 листопада 2008 19:30 UTC+0 |

| Бенфіка | 0 : 2    | Галатасарай        |
| ------- | -------- | ------------------ |
|         | Протокол | Ашик 51' Каран 69' |

| Луж, Лісабон Глядачів: 47,000 Арбітр: Мартін Аткінсон (Англія) |

| 27 листопада 2008 20:00 UTC+2 |

| Галатасарай | 0 : 1    | Металіст  |
| ----------- | -------- | --------- |
|             | Протокол | Едмар 81' |

| Алі Самі Єн, Стамбул Глядачів: 20,000 Арбітр: Яцек Гранат (Польща) |

| 27 листопада 2008 20:45 UTC+2 |

| Олімпіакос                                            | 5 : 1    | Бенфіка        |
| ----------------------------------------------------- | -------- | -------------- |
| Галлетті 1' Пацатзоглу 17' Діого 24' 53' Беллускі 44' | Протокол | Давід Луїс 33' |

| Караіскакіс, Афіни Глядачів: 30,185 Арбітр: Стефан Ланнуа (Франція) |

| 3 грудня 2008 21:45 UTC+2 |

| Металіст  | 1 : 0    | Олімпіакос |
| --------- | -------- | ---------- |
| Едмар 87' | Протокол |            |

| Металіст, Харків Глядачів: 15,000 Арбітр: Вільям Каллам (Шотландія) |

| 3 грудня 2008 20:45 UTC+1 |

| Герта | 0 : 1    | Галатасарай      |
| ----- | -------- | ---------------- |
|       | Протокол | Барош 69' (пен.) |

| Олімпіаштадіон, Берлін Глядачів: 62,612 Арбітр: Нікола Ріццолі (Італія) |

| 18 грудня 2008 20:45 UTC+2 |

| Олімпіакос                                           | 4 : 0    | Герта |
| ---------------------------------------------------- | -------- | ----- |
| Дуду 55' Галлетті 68' (пен.) Торосідіс 87' Діого 88' | Протокол |       |

| Караіскакіс, Афіни Глядачів: 30,063 Арбітр: Мартін Ганссон (Швеція) |

| 18 грудня 2008 19:45 UTC+0 |

| Бенфіка | 0 : 1    | Металіст  |
| ------- | -------- | --------- |
|         | Протокол | Рикун 84' |

| Луж, Лісабон Глядачів: 9,570 Арбітр: Бернард Брюггер (Австрія) |

### Група C
| М  | Команда          | І | В | Н | П | МЗ | МП | РМ | О |
| -- | ---------------- | - | - | - | - | -- | -- | -- | - |
| 1. | Стандард         | 4 | 3 | 0 | 1 | 5  | 3  | +2 | 9 |
| 2. | Штутгарт         | 4 | 2 | 1 | 1 | 6  | 3  | +3 | 7 |
| 3. | Сампдорія        | 5 | 2 | 1 | 2 | 4  | 5  | −1 | 7 |
| 4. | Севілья          | 4 | 2 | 0 | 2 | 5  | 2  | +3 | 6 |
| 5. | Партизан Белград | 4 | 0 | 0 | 4 | 1  | 8  | −7 | 0 |

| 23 жовтня 2008 20:45 UTC+2 |

| Севілья                | 2 : 0    | Штутгарт |
| ---------------------- | -------- | -------- |
| Ромарік 15' Ренату 16' | Протокол |          |

| Рамон Санчес Пісхуаль, Севілья Глядачів: 45,000 Арбітр: Станіслав Сухина (Росія) |

| 23 жовтня 2008 21:00 UTC+2 |

| Партизан   | 1 : 2    | Сампдорія                 |
| ---------- | -------- | ------------------------- |
| Діарра 34' | Протокол | Бонаццолі 20' Дессена 55' |

| Стадіон Партизана, Белград Глядачів: 23,780 Арбітр: Лусіліу Батішта (Португалія) |

| 6 листопада 2008 18:00 UTC+1 |

| Штутгарт      | 2 : 0    | Партизан |
| ------------- | -------- | -------- |
| Гомес 77' 80' | Протокол |          |

| Мерседес-Бенц Арена, Штутгарт Глядачів: 20,500 Арбітр: Павел Краловець (Чехія) |

| 6 листопада 2008 20:45 UTC+1 |

| Стандард    | 1 : 0    | Севілья |
| ----------- | -------- | ------- |
| Мбокані 38' | Протокол |         |

| Моріс Дюфрасн, Льєж Глядачів: 26,500 Арбітр: Клаудіо Кірчетта (Швейцарія) |

| 27 листопада 2008 20:45 UTC+1 |

| Сампдорія    | 1 : 1    | Штутгарт  |
| ------------ | -------- | --------- |
| Саммарко 39' | Протокол | Маріка 8' |

| Луїджі Ферраріс, Генуя Глядачів: 15,000 Арбітр: Дамир Скомина (Словенія) |

| 27 листопада 2008 20:45 UTC+1 |

| Партизан | 0 : 1    | Стандард       |
| -------- | -------- | -------------- |
|          | Протокол | Де Камарго 36' |

| Стадіон Партизана, Белград Глядачів: 14,210 Арбітр: Майк Дін (Англія) |

| 3 грудня 2008 20:45 UTC+1 |

| Стандард                                | 3 : 0    | Сампдорія |
| --------------------------------------- | -------- | --------- |
| Де Камарго 23' Оньєву 35' Йованович 43' | Протокол |           |

| Моріс Дюфрасн, Льєж Глядачів: 26,833 Арбітр: Тоні Шапрон (Франція) |

| 3 грудня 2008 20:45 UTC+1 |

| Севілья                                | 3 : 0    | Партизан |
| -------------------------------------- | -------- | -------- |
| Луїс Фабіано 32' (пен.) 73' Ренату 46' | Протокол |          |

| Рамон Санчес Пісхуаль, Севілья Глядачів: 25,000 Арбітр: Владімір Гріняк (Словаччина) |

| 18 грудня 2008 20:45 UTC+1 |

| Сампдорія      | 1 : 0    | Севілья |
| -------------- | -------- | ------- |
| Боттінеллі 75' | Протокол |         |

| Луїджі Ферраріс, Генуя Глядачів: 15,000 Арбітр: Говард Вебб (Англія) |

| 18 грудня 2008 20:45 UTC+1 |

| Штутгарт                          | 3 : 0    | Стандард |
| --------------------------------- | -------- | -------- |
| Хедіра 5' Гільберт 49' Маріка 72' | Протокол |          |

| Мерседес-Бенц Арена, Штутгарт Глядачів: 28,000 Арбітр: Петер Расмуссен (Данія) |

### Група D
| М  | Команда           | І | В | Н | П | МЗ | МП | РМ | О |
| -- | ----------------- | - | - | - | - | -- | -- | -- | - |
| 1. | Удінезе           | 4 | 3 | 0 | 1 | 6  | 4  | +2 | 9 |
| 2. | Тоттенгем Готспур | 4 | 2 | 1 | 1 | 7  | 4  | +3 | 7 |
| 3. | НЕК Неймеген      | 4 | 2 | 0 | 2 | 6  | 5  | +1 | 6 |
| 4. | Спартак Москва    | 4 | 1 | 1 | 2 | 5  | 6  | −1 | 4 |
| 5. | Динамо Загреб     | 4 | 1 | 0 | 3 | 4  | 9  | −5 | 3 |

| 23 жовтня 2008 19:10 UTC+2 |

| Удінезе                       | 2 : 0    | Тоттенгем Готспур |
| ----------------------------- | -------- | ----------------- |
| Ді Натале 24' (пен.) Пепе 86' | Протокол |                   |

| Фріулі, Удіне Глядачів: 22,000 Арбітр: Фелікс Брих (Німеччина) |

| 23 жовтня 2008 20:45 UTC+2 |

| Динамо Загреб                         | 3 : 2    | НЕК Неймеген               |
| ------------------------------------- | -------- | -------------------------- |
| Манджукич 3' Балабан 81' Врдольяк 84' | Протокол | Карлос 24' (аг) Янссен 78' |

| Максимір, Загреб Глядачів: 15,000 Арбітр: Олег Орєхов (Україна) |

| 6 листопада 2008 20:00 UTC+3 |

| Спартак Москва | 1 : 2    | Удінезе                    |
| -------------- | -------- | -------------------------- |
| Родрігес 17'   | Протокол | Квальярелла 12' 60' (пен.) |

| Лужники, Москва Глядачів: 12,000 Арбітр: Крістінн Якобссон (Ісландія) |

| 6 листопада 2008 20:00 UTC+0 |

| Тоттенгем Готспур               | 4 : 0    | Динамо Загреб |
| ------------------------------- | -------- | ------------- |
| Бент 30' 33' 70' Гаддлстоун 59' | Протокол |               |

| Вайт Гарт Лейн, Лондон Глядачів: 16,295 Арбітр: Фреді Фотрель (Франція) |

| 27 листопада 2008 19:00 UTC+1 |

| НЕК Неймеген | 0 : 1    | Тоттенгем Готспур |
| ------------ | -------- | ----------------- |
|              | Протокол | О'Хара 14'        |

| Гоффертстадіон, Неймеген Глядачів: 12,500 Арбітр: Сезар Муніз Фернандез (Іспанія) |

| 27 листопада 2008 20:45 UTC+1 |

| Динамо Загреб | 0 : 1    | Спартак Москва |
| ------------- | -------- | -------------- |
|               | Протокол | Саєнко 75'     |

| Максимір, Загреб Глядачів: 12,000 Арбітр: Торстен Кінгофер (Німеччина) |

| 3 грудня 2008 20:00 UTC+3 |

| Спартак Москва | 1 : 2    | НЕК Неймеген               |
| -------------- | -------- | -------------------------- |
| Ковальчук 2'   | Протокол | ван Бейкерінг 84' Шене 87' |

| Лужники, Москва Глядачів: 12,000 Арбітр: Ніколаі Воллкварц (Данія) |

| 3 грудня 2008 18:00 UTC+1 |

| Удінезе                  | 2 : 1    | Динамо Загреб |
| ------------------------ | -------- | ------------- |
| Квальярелла 5' Ободо 79' | Протокол | Біщан 90+3'   |

| Фріулі, Удіне Глядачів: 18,000 Арбітр: Алон Єфет (Ізраїль) |

| 18 грудня 2008 20:45 UTC+1 |

| НЕК Неймеген               | 2 : 0    | Удінезе |
| -------------------------- | -------- | ------- |
| Джон 75' ван Бейкерінг 78' | Протокол |         |

| Гоффертстадіон, Неймеген Глядачів: 12,500 Арбітр: Радек Матеєк (Чехія) |

| 18 грудня 2008 19:45 UTC+0 |

| Тоттенгем Готспур         | 2 : 2    | Спартак Москва |
| ------------------------- | -------- | -------------- |
| Модрич 68' Гаддлстоун 74' | Протокол | Дзюба 23' 33'  |

| Вайт Гарт Лейн, Лондон Глядачів: 28,906 Арбітр: Педру Проенса (Португалія) |

### Група E
| М  | Команда    | І | В | Н | П | МЗ | МП | РМ  | О  |
| -- | ---------- | - | - | - | - | -- | -- | --- | -- |
| 1. | Вольфсбург | 4 | 3 | 1 | 0 | 13 | 7  | +6  | 10 |
| 2. | Мілан      | 4 | 2 | 2 | 0 | 8  | 5  | +3  | 8  |
| 3. | Брага      | 4 | 2 | 0 | 2 | 7  | 5  | +2  | 6  |
| 4. | Портсмут   | 4 | 1 | 1 | 2 | 7  | 8  | −1  | 4  |
| 5. | Геренвен   | 4 | 0 | 0 | 4 | 3  | 13 | −10 | 0  |

| 23 жовтня 2008 20:15 UTC+1 |

| Брага                          | 3 : 0    | Портсмут |
| ------------------------------ | -------- | -------- |
| Агіяр 8' Рентерія 46' Алан 87' | Протокол |          |

| АХА, Брага Глядачів: 12,000 Арбітр: Дарко Кеферін (Словенія) |

| 23 жовтня 2008 20:45 UTC+2 |

| Геренвен           | 1 : 3    | Мілан                                       |
| ------------------ | -------- | ------------------------------------------- |
| Праньїч 86' (пен.) | Протокол | Йонг-а-Пін 19' (аг) Гаттузо 23' Індзагі 69' |

| Абе Ленстра, Геренвен Глядачів: 25,600 Арбітр: Хуліан Родрігес Сантьяго (Іспанія) |

| 6 листопада 2008 19:45 UTC+1 |

| Вольфсбург                                           | 5 : 1    | Геренвен     |
| ---------------------------------------------------- | -------- | ------------ |
| Джеко 34' 61' Графіте 39' Мисимович 53' Кшинувек 71' | Протокол | Вяюрюнен 31' |

| Фольксваген Арена, Вольфсбург Глядачів: 15,615 Арбітр: Йонас Ерікссон (Швеція) |

| 6 листопада 2008 20:45 UTC+1 |

| Мілан             | 1 : 0    | Брага |
| ----------------- | -------- | ----- |
| Рональдіньо 90+3' | Протокол |       |

| Сан-Сіро, Мілан Глядачів: 10,608 Арбітр: Петер Расмуссен (Данія) |

| 27 листопада 2008 20:05 UTC+0 |

| Портсмут           | 2 : 2    | Мілан                         |
| ------------------ | -------- | ----------------------------- |
| Кабул 62' Кану 73' | Протокол | Рональдіньо 84' Індзагі 90+2' |

| Фреттон Парк, Портсмут Глядачів: 20,403 Арбітр: Серж Гуменни (Бельгія) |

| 27 листопада 2008 21:30 UTC+0 |

| Брага                       | 2 : 3    | Вольфсбург                           |
| --------------------------- | -------- | ------------------------------------ |
| Барцальї 6' (аг) Мейонг 49' | Протокол | Джеко 24' Мисимович 83' (пен.) 90+4' |

| АХА, Брага Глядачів: 7,294 Арбітр: Антон Генов (Болгарія) |

| 4 грудня 2008 20:45 UTC+1 |

| Вольфсбург                         | 3 : 2    | Портсмут             |
| ---------------------------------- | -------- | -------------------- |
| Джеко 3' Гентнер 23' Мисимович 74' | Протокол | Дефо 11' Мвуемба 14' |

| Фольксваген Арена, Вольфсбург Глядачів: 21,015 Арбітр: Іван Бебек (Хорватія) |

| 4 грудня 2008 20:45 UTC+1 |

| Геренвен  | 1 : 2    | Брага                  |
| --------- | -------- | ---------------------- |
| Сібон 19' | Протокол | Рентерія 35' Агіяр 56' |

| Абе Ленстра, Геренвен Глядачів: 25,500 Арбітр: Фріц Штуклік (Австрія) |

| 17 грудня 2008 19:45 UTC+0 |

| Портсмут                      | 3 : 0    | Геренвен |
| ----------------------------- | -------- | -------- |
| Крауч 40' 42' Грейдарссон 90' | Протокол |          |

| Фреттон Парк, Портсмут Глядачів: 19,612 Арбітр: Річард Гаврілла (Словаччина) |

| 17 грудня 2008 20:45 UTC+1 |

| Мілан                  | 2 : 2    | Вольфсбург               |
| ---------------------- | -------- | ------------------------ |
| Амброзіні 17' Пату 56' | Протокол | Дзаккардо 56' Саглік 81' |

| Сан-Сіро, Мілан Глядачів: 5,420 Арбітр: Марк Кортні (Північна Ірландія) |

### Група F
| М  | Команда      | І | В | Н | П | МЗ | МП | РМ | О |
| -- | ------------ | - | - | - | - | -- | -- | -- | - |
| 1. | Гамбург      | 4 | 3 | 0 | 1 | 7  | 3  | +4 | 9 |
| 2. | Аякс         | 4 | 2 | 1 | 1 | 5  | 4  | +1 | 7 |
| 3. | Астон Вілла  | 4 | 2 | 0 | 2 | 5  | 6  | −1 | 6 |
| 4. | Жиліна       | 4 | 1 | 1 | 2 | 3  | 4  | −1 | 4 |
| 5. | Славія Прага | 4 | 0 | 2 | 2 | 2  | 5  | −3 | 2 |

| 23 жовтня 2008 18:30 UTC+2 |

| Жиліна     | 1 : 2    | Гамбург               |
| ---------- | -------- | --------------------- |
| Рільке 69' | Протокол | Петрич 15' Олич 45+1' |

| Под Дубньом, Жиліна Глядачів: 9,871 Арбітр: Тні Асумаа (Фінляндія) |

| 23 жовтня 2008 20:15 UTC+1 |

| Астон Вілла          | 2 : 1    | Аякс         |
| -------------------- | -------- | ------------ |
| Лаурсен 8' Баррі 45' | Протокол | Вермален 22' |

| Вілла Парк, Бірмінгем Глядачів: 36,657 Арбітр: Томас Айнваллер (Австрія) |

| 6 листопада 2008 20:30 UTC+1 |

| Аякс       | 1 : 0    | Жиліна |
| ---------- | -------- | ------ |
| Суарес 41' | Протокол |        |

| Амстердам Арена, Амстердам Глядачів: 24,200 Арбітр: Дуглас Макдональд (Шотландія) |

| 6 листопада 2008 20:45 UTC+1 |

| Славія Прага | 0 : 1    | Астон Вілла |
| ------------ | -------- | ----------- |
|              | Протокол | Кар'ю 26'   |

| Еден, Прага Глядачів: 20,322 Арбітр: Костас Капітаніс (Кіпр) |

| 27 листопада 2008 18:30 UTC+1 |

| Жиліна | 0 : 0    | Славія Прага |
| ------ | -------- | ------------ |
|        | Протокол |              |

| Под Дубньом, Жиліна Глядачів: 8,789 Арбітр: Александар Ставрев (Македонія) |

| 27 листопада 2008 21:00 UTC+1 |

| Гамбург | 0 : 1    | Аякс         |
| ------- | -------- | ------------ |
|         | Протокол | Леонардо 77' |

| Нордбанк Арена, Гамбург Глядачів: 51,200 Арбітр: Паоло Тальявенто (Італія) |

| 4 грудня 2008 20:45 UTC+1 |

| Славія Прага | 0 : 2    | Гамбург                      |
| ------------ | -------- | ---------------------------- |
|              | Протокол | Олич 30' Петрич 90+4' (пен.) |

| Еден, Прага Глядачів: 17,368 Арбітр: Сельчук Дерелі (Туреччина) |

| 4 грудня 2008 19:45 UTC+0 |

| Астон Вілла    | 1 : 2    | Жиліна                 |
| -------------- | -------- | ---------------------- |
| Дельфунесо 28' | Протокол | Лейтнер 16' Штивар 19' |

| Вілла Парк, Бірмінгем Глядачів: 28,797 Арбітр: Еспен Бернтсен (Норвегія) |

| 17 грудня 2008 20:45 UTC+1 |

| Гамбург                 | 3 : 1    | Астон Вілла    |
| ----------------------- | -------- | -------------- |
| Петрич 18' Олич 30' 57' | Протокол | Дельфунесо 83' |

| Нордбанк Арена, Гамбург Глядачів: 49,121 Арбітр: Олексій Ніколаєв (Росія) |

| 17 грудня 2008 20:45 UTC+1 |

| Аякс                             | 2 : 2    | Славія Прага          |
| -------------------------------- | -------- | --------------------- |
| Вертонген 4' Суарес 90+1' (пен.) | Протокол | Черний 13' Яролім 41' |

| Амстердам Арена, Амстердам Глядачів: 30,116 Арбітр: Стен Калдма (Естонія) |

### Група G
| М  | Команда       | І | В | Н | П | МЗ | МП | РМ | О |
| -- | ------------- | - | - | - | - | -- | -- | -- | - |
| 1. | Сент-Етьєн    | 4 | 2 | 2 | 0 | 9  | 4  | +5 | 8 |
| 2. | Валенсія      | 4 | 1 | 3 | 0 | 8  | 4  | +4 | 6 |
| 3. | ФК Копенгаген | 4 | 1 | 2 | 1 | 4  | 5  | −1 | 5 |
| 4. | Брюгге        | 4 | 0 | 3 | 1 | 2  | 3  | −1 | 3 |
| 5. | Русенборг     | 4 | 0 | 2 | 2 | 1  | 8  | −7 | 2 |

| 23 жовтня 2008 20:45 UTC+2 |

| ФК Копенгаген     | 1 : 3    | Сент-Етьєн                   |
| ----------------- | -------- | ---------------------------- |
| Сантін 59' (пен.) | Протокол | Гоміс 2' Перрен 37' Паєт 65' |

| Паркен, Копенгаген Глядачів: 17,187 Арбітр: Крейг Томсон (Шотландія) |

| 23 жовтня 2008 20:45 UTC+2 |

| Русенборг | 0 : 0    | Брюгге |
| --------- | -------- | ------ |
|           | Протокол |        |

| Леркендал, Тронгейм Глядачів: 12,166 Арбітр: Владімір Гріняк (Словаччина) |

| 6 листопада 2008 20:45 UTC+1 |

| Сент-Етьєн                       | 3 : 0    | Русенборг |
| -------------------------------- | -------- | --------- |
| Ілан 59' Машаду 63' Міральяс 76' | Протокол |           |

| Жоффруа Гішар, Сент-Етьєн Глядачів: 24,006 Арбітр: Роберт Малек (Польща) |

| 6 листопада 2008 21:30 UTC+1 |

| Валенсія      | 1 : 1    | ФК Копенгаген |
| ------------- | -------- | ------------- |
| Мор'єнтес 61' | Протокол | Сантін 85'    |

| Месталья, Валенсія Глядачів: 20,000 Арбітр: Кнут Кірхер (Німеччина) |

| 27 листопада 2008 20:45 UTC+1 |

| Брюгге     | 1 : 1    | Сент-Етьєн    |
| ---------- | -------- | ------------- |
| Варгас 50' | Протокол | Гігліотті 44' |

| Ян Брейдел, Брюгге Глядачів: 21,381 Арбітр: Фелікс Брих (Німеччина) |

| 27 листопада 2008 20:45 UTC+1 |

| Русенборг | 0 4      | Валенсія                                    |
| --------- | -------- | ------------------------------------------- |
|           | Протокол | Мата 21' Ернандес 76' Бараха 88' Санчес 90' |

| Леркендал, Тронгейм Глядачів: 14,549 Арбітр: Кевін Блом (Нідерланди) |

| 4 грудня 2008 20:45 UTC+1 |

| Валенсія  | 1 : 1    | Брюгге       |
| --------- | -------- | ------------ |
| Жигич 60' | Протокол | Алькарас 18' |

| Месталья, Валенсія Глядачів: 18,000 Арбітр: Мартін Аткінсон (Англія) |

| 4 грудня 2008 20:45 UTC+1 |

| ФК Копенгаген | 1 : 1    | Русенборг   |
| ------------- | -------- | ----------- |
| Антонссон 85' | Протокол | Іверсен 33' |

| Паркен, Копенгаген Глядачів: 18,184 Арбітр: Томас Айнваллер (Австрія) |

| 17 грудня 2008 20:45 UTC+1 |

| Брюгге | 0 : 1    | ФК Копенгаген |
| ------ | -------- | ------------- |
|        | Протокол | Сантін 58'    |

| Ян Брейдел, Брюгге Глядачів: 22,169 Арбітр: Дарко Кеферін (Словенія) |

| 17 грудня 2008 20:45 UTC+1 |

| Сент-Етьєн   | 2 : 2    | Валенсія                |
| ------------ | -------- | ----------------------- |
| Ілан 29' 44' | Протокол | Мор'єнтес 32' Жигич 72' |

| Жоффруа Гішар, Сент-Етьєн Глядачів: 28,000 Арбітр: Александру Дякону (Румунія) |

### Група H
| М  | Команда     | І | В | Н | П | МЗ | МП | РМ | О  |
| -- | ----------- | - | - | - | - | -- | -- | -- | -- |
| 1. | ЦСКА Москва | 4 | 4 | 0 | 0 | 12 | 5  | +7 | 12 |
| 2. | Депортіво   | 5 | 2 | 1 | 2 | 5  | 4  | +1 | 7  |
| 3. | Лех         | 4 | 1 | 2 | 1 | 5  | 5  | 0  | 5  |
| 4. | Нансі       | 4 | 1 | 1 | 2 | 8  | 7  | +1 | 4  |
| 5. | Феєнорд     | 4 | 0 | 0 | 4 | 1  | 10 | −9 | 0  |

| 23 жовтня 2008 20:00 UTC+4 |

| ЦСКА Москва                   | 3 : 0    | Депортіво |
| ----------------------------- | -------- | --------- |
| Дзагоєв 9' 12' Вагнер Лав 61' | Протокол |           |

| Лужники, Москва Глядачів: 13,060 Арбітр: Алон Єфет (Ізраїль) |

| 23 жовтня 2008 20:45 UTC+2 |

| Нансі                        | 3 : 0    | Феєнорд |
| ---------------------------- | -------- | ------- |
| Зерка 47' Фере 53' Елдер 84' | Протокол |         |

| Марсель Піко, Томблейн Глядачів: 11,512 Арбітр: Матео Трефолоні (Італія) |

| 6 листопада 2008 18:15 UTC+1 |

| Лех                 | 2 : 2    | Нансі                 |
| ------------------- | -------- | --------------------- |
| Пешко 5' Штилич 22' | Протокол | Малонга 10' Зерка 81' |

| Муніципальний, Познань Глядачів: 21,601 Арбітр: Крістіан Балай (Румунія) |

| 6 листопада 2008 19:30 UTC+1 |

| Феєнорд            | 1 : 3    | ЦСКА Москва                                |
| ------------------ | -------- | ------------------------------------------ |
| ван Бронкгорст 29' | Протокол | ван Бронкгорст 14' (аг) Вагнер Лав 40' 81' |

| Де Кейп, Роттердам Глядачів: 25,000 Арбітр: Свен Оддвар Моен (Норвегія) |

| 27 листопада 2008 20:00 UTC+3 |

| ЦСКА Москва              | 2 : 1    | Лех        |
| ------------------------ | -------- | ---------- |
| Дзагоєв 31' Жирков 45+1' | Протокол | Штилич 66' |

| Лужники, Москва Глядачів: 10,800 Арбітр: Дуарте Нуно Перейра Гомеш (Португалія) |

| 27 листапада 2008 21:00 UTC+1 |

| Депортіво                              | 3 : 0    | Феєнорд |
| -------------------------------------- | -------- | ------- |
| Лопо 30' Гофланд 50' (аг) Гвардадо 51' | Протокол |         |

| Ріасор, Ла-Корунья Глядачів: 20,000 Арбітр: Мартін Інгварссон (Швеція) |

| 4 грудня 2008 20:45 UTC+1 |

| Лех         | 1 : 1    | Депортіво  |
| ----------- | -------- | ---------- |
| Ренгіфо 42' | Протокол | Колотто 2' |

| Муніципальний, Познань Глядачів: 21,000 Арбітр: Крейг Томсон (Шотландія) |

| 4 грудня 2008 20:45 UTC+1 |

| Нансі                           | 3 : 4    | ЦСКА Москва                      |
| ------------------------------- | -------- | -------------------------------- |
| Зерка 5' Фере 72' Камерлінг 79' | Протокол | Вагнер Лав 23' 62' 88' Рамон 33' |

| Марсель Піко, Томблейн Глядачів: 14,074 Арбітр: Жолт Сабо (Угорщина) |

| 17 грудня 2008 20:45 UTC+1 |

| Депортіво  | 1 : 0    | Нансі |
| ---------- | -------- | ----- |
| Бодіпо 74' | Протокол |       |

| Ріасор, Ла-Корунья Глядачів: 15,000 Арбітр: Міхаель Вейнер (Німеччина) |

| 17 грудня 2008 20:45 UTC+1 |

| Феєнорд | 0 : 1    | Лех          |
| ------- | -------- | ------------ |
|         | Протокол | Дурдевич 26' |

| Де Кейп, Роттердам Глядачів: 23,000 Арбітр: Паоло Дондаріні (Італія) |